# Андерсон, Джейкоб
Дже́йкоб А́ндерсон (англ. Jacob Anderson; род. 18 июня 1990, Бристоль) — британский актёр и музыкант, известный по роли Омена в фильме Ноэля Кларка «Шпана 2». Мировую известность получил благодаря роли Серого Червя в сериале канала HBO «Игра Престолов».

## Актёрская карьера
Андерсон снялся в фильме Ноэля Кларка «4.3.2.1.», сыграв роль Анжело. Также он снялся в сериале канала ITV «Несправедливость», сыграв роль подростка из колонии для несовершеннолетних. Помимо этого, Андерсон появился в одной из серий сериала «Бесчисленные».
В 2012 году он появился в одной серии сериала «Молокососы», сыграв роль Райана, помощника отца Мини. Помимо этого, Джейкоб, в компании Адама Дикона, снявшегося до этого вместе с ним в фильме «Шпана 2», снялся в фильме Менхая Хады «Падение».
Помимо ролей в кино и сериалах, Джейкоб играет в театре. Он играл в пьесе «Дунсинан» поставленной Королевским Театром им. У. Шекспира, в Короле Лире поставленном в театре Янг-Вик, а также в Боевом Коне, поставленном в Королевском Национальном Театре.
Андерсон снялся в молодёжном слэшере «Дети-Самоубийцы» спродюсированном Идрисом Эльбой, сыграв в нём роль Рики, а также снялся в комедийном сериале канала BBC2 Эпизоды вместе с Мэттом Лебланом и Стивеном Мэнганом.
В 2012 году, Андерсон присоединился к актёрскому составу сериала канала HBO «Игра Престолов». Он получил роль Серого Червя, главнокомандующего Безупречных.
Джейкоб сыграл роль Дина Томаса, бойфренда Хлои Латимер, в драме канала ITV «Бродчерч».

## Музыкальная карьера
Джейкоб записал вместе с Plan B песню «I Need Love», вошедшую в саундтрек к фильму «Шпана 2».
В 2013 году подписал контракт с Columbia Records и выпустил EP The Middle Child под псевдонимом Raleigh Ritchie. Помимо этого, Джейкоб сопровождал Кендрика Ламара, во время его турне по Великобритании, выступая у него на «разогреве».

## Личная жизнь
С 2011 года Джейкоб встречается с актрисой Эшлин Лофтус, а в 2013-м они переехали в общий дом.

## Фильмография
| Год       | Название                  | Роль              | Примечания                            |
| --------- | ------------------------- | ----------------- | ------------------------------------- |
| 2003      | Акула в бассейне          | Пловец            |                                       |
| 2007      | Врачи                     | Райан Гарви       | Серия «Social Disease»                |
| 2007      | Чисто английское убийство | Клейтон Форчун    | Серия «Code of Silence»               |
| 2007      | Свистуны                  | Энтони Джеймс     | Серия «No Child Left Behind»          |
| 2008      | Портал юрского периода    | Люсьен            | 4-я серия 2-го сезона                 |
| 2008      | Западный Лондон, 10       | Бенджи            |                                       |
| 2008      | Катастрофа                | Дом Парк          | Серия «Diamond Dogs»                  |
| 2008      | То, о чём я промолчал     | Дэнни Рей         |                                       |
| 2008      | Шпана 2                   | Омен              |                                       |
| 2008      | Призраки                  | Дин Митчелл       | 7-я серия 6-го сезона                 |
| 2009      | Перестрелка               | Лео               |                                       |
| 2010      | Чат                       | Си                |                                       |
| 2010      | Королевская свадьба       | Уэсли             |                                       |
| 2010      | 4.3.2.1.                  | Анжело            |                                       |
| 2011      | Толпа                     | Кельвин           |                                       |
| 2011      | Несправедливость          | Саймон            | 1, 2 и 4 серии 1-го сезона            |
| 2011      | Бесчисленные              | Чаггер            | 4-я серия 2-го сезона                 |
| 2011      | Дети-Самоубийцы           | Сачин             |                                       |
| 2012      | Горы макулатуры           | Кутила            |                                       |
| 2012      | Молокососы                | Райан             | Серия «Mini»                          |
| 2012      | Безмолвный свидетель      | Дейв              | 2 части серии «Death Has No Dominion» |
| 2012      | Эпизоды                   | Кевин             | 2-й сезон (кроме 3-й серии)           |
| 2012      | Преступник                | Патрик            |                                       |
| 2012      | Бивер Фолс                | Рэнди             | 2-я серия 2-го сезона                 |
| 2012      | Падение                   | Ллойд             |                                       |
| 2013      | Пародист                  | Стивен Кумбс      | 1-й сезон                             |
| 2013      | Убийство на пляже         | Дин Томас         | 1,2,5-8 серии 1-го сезона             |
| 2013—2019 | Игра Престолов            | Серый Червь       | с 3-го сезона                         |
| 2018      | Оверлорд                  | рядовой Доусон    |                                       |
| 2021      | Доктор Кто                | Виндер            | 13-й сезон                            |
| 2022      | Интервью с вампиром       | Луи де Пон дю Лак |                                       |

## Награды и номинации
| Награды и номинации | Награды и номинации            | Награды и номинации                             | Награды и номинации | Награды и номинации | Награды и номинации |
| Год                 | Награда                        | Категория                                       | Фильм или сериал    | Результат           | Примечания          |
| ------------------- | ------------------------------ | ----------------------------------------------- | ------------------- | ------------------- | ------------------- |
| 2015                | Премия Гильдии киноактёров США | Лучший актёрский состав в драматическом сериале | Игра престолов      | Номинация           |                     |
| 2017                | Премия Гильдии киноактёров США | Лучший актёрский состав в драматическом сериале | Игра престолов      | Номинация           |                     |
| 2018                | Премия Гильдии киноактёров США | Лучший актёрский состав в драматическом сериале | Игра престолов      | Номинация           |                     |
| 2018                | Gold Derby Awards              | Ансамбль года                                   | Игра престолов      | Номинация           |                     |
| 2019                | IGN Summer Movie Awards        | Приз зрительских симпатий                       | Игра престолов      | Победа              |                     |
| 2019                | IGN Summer Movie Awards        | Лучший телевизионный ансамбль                   | Игра престолов      | Номинация           |                     |
| 2020                | Премия Гильдии киноактёров США | Лучший телевизионный ансамбль                   | Игра престолов      | Номинация           |                     |
| 2020                | CinEuphoria Awards             | Почётная награда                                | Игра престолов      | Победа              |                     |